# Каролинзи
Каролинзи су владарска и властелинска франачка породица. Они су управљали Франачком и државама које су настале по Верденском уговору 843, а у периоду од 687. до 987. Темељ и углед породици поставио је мајордом Пипин Мали. Породица и династија добила је име по Карлу Мартелу (686—741). Најзначајнији представник династије био је Карло Велики. Њега је папа на Божић 800. у Базилици Светог Петра у Риму крунисао за цара Римског царства. После сукоба, миром у Ахену 812. признао га је византијски цар Михаило I Рангабе.
Његов наследник био је Лудвиг Побожни који је владао од 814 до 840. Унуци Карла Великог (Лудвиг Немачки, Карло Ћелави и Лотар) поделили су франачку државу Верденским уговором 843. Франачка је подељена на три дела из којих су се развиле каснија Немачка, Француска и Италија. Каролинзи су се одржали у Италији до 875, у Немачкој до 911, а у Француској до 987. године.

## Порекло имена
Каролинзи су име добили по свом истакнутом представнику Карлу Мартелу (685/689-741). То име је настало је од средњовековног латинског: karolingi, а тај придев настао је од понешто измењеног старонемачког karling, kerling, kerlinc (што је значило Карлов потомак, а он је пак настао на основу искривљеног изговора латинског имена Карло: Carolus.

## Историја династије
Моћ Каролинга темељила се је на великим земљишним поседима које су они с временом стекли на подручју горњег тока река Мезе и Мозеле. Друга значајна одредница која је Каролинге довела до власти била је лична амбициозност Пипина Малог, који је лукаво искористио тежњу оновремене Цркве, која је у та времена тражила моћне световне заштитнике, да прошири свој утицај и моћ. Пипин Мали је то вешто искористио и окруњен је за краља 751. године. Каролинзи су били значајни за Франачку државу, јер су успели да успоставе државно јединство и да учврсте средишњу власт. Највећи и најпознатији од свих каролиншких монарха био је Карло Велики, који је окруњен за цара од папе Лава III у Риму 800. године. Његово царство, по неким својим одредницама било је наставак Римског царства (или обнова), јер је било оквир унутар којег су положени темељи културног јединства Европе (каролиншка уметност). Традиционална франачка (и меровиншка) пракса поделе наследства међу наследницима остала је и код каролиншких царева, као и концепт недељивости царства. Каролинзи су своје синове постављали као своје краљеве (савладаре) у различитим регијама (regna) царства, која би они и наслеђивали и након смрти свог оца. Након смрти Лудовика I Побожног, избио је трогодишњи грађански рат између његових наследника који је завршио Уговором из Вердуна, којим је царство подељено на три дела. Лотару I припала је Италија, Бургундија, Прованса и земље између река Мезе, Шелде и Рајне и Фризландија. Лудвигу II Немачком, припала је Источна Франачка (каснија Немачка), а Каролу II Ћелавом - Западна Франачка (будућа Француска) Каролинзи су се разликовали од својих претходника из династије Меровинга нарочито по томе што их њихово незаконито потомство, није могло наслеђивати, тиме су највероватније хтели да спречити борбе за наслеђе, и тако да осигурају границе царства. Међутим они се нису увек придржавали заданог правила, при крају 9. века, кад им је понестало подобних одраслих потомака, поставили су незаконитог сина краља Баварске и Италије Карломана-Арнулфа Карантанијског (850 - 899) на престоље Војводства Карантаније.
Каролинзи су се распршили широм Франачког царства по бројним краљевствима (regna) 888. године. Владали су Источном Франачком (каснија Немачка) све до 911. године, исто тако држали су престоље Западне Франачке (будућа Француска) уз повремене прекиде, све до 987. године. Они су тврдили да право на своју наследну власт, поседују од Бога, који им је то право дао, то су желели и да учврсте својим чврстим савезом с Црквом, ипак на дуже стазе нису били у могућности да зауставе принцип изборне монархије и њихова пропаганда их није успела одржати. Њихови млађи наследници наставили су да владају у Вермандоису и Доњој Лорени и након смрти последњег каролиншког краља који је умро у 987. године, али њима престоља кнежевина нису била довољна, те се нису могли измирити с новим владарским династијама. Кад је окруњен Робер II за краља Француске, који је већ као дете владао заједно са својим оцем, Игом Капетом, утемељитељем династије Капет, био је то крај каролиншке владавине, како је то рекао један оновремени хроничар из Сена. Династија је изумрла по мушкој линији смрћу Ода грофа Вермандоиса. Његова сестра Аделаида (1062 - 1122 грофица из Вермандоиса), била је последњи Каролинг, а умрла је 1122. године.

### Порекло

#### Пипин& Арнулф од Меца (613–645)
Каролиншка линија започела је прво са две важне супарничке франачке породице, Пипинидима и Арнулфинзима чије су се судбине укрстиле почетком 7. века. Обојица су били племићког порекла на западним границама Аустразијске територије између река Мезе и Мозел, северно од Лијежа.
Прве две фигуре Пипин I од Ландена и Арнулф од Меца, од којих су историчари преузели породична имена, обоје су се први пут појавили у четвртој књизи Псеудофредегарова хроника као саветници Хлотара II из Неустрије који је 'подстакао' побуну против краља Теудерика II и Брунхилде од Аустразије 613. године. Захваљујући заједничком интересу, Пипин и Арнулф удружили су своје породице браком Пипинове ћерке Беге и Арнулфовог сина Ансегисела.
Као отплата за помоћ у аустразијском освајању, Хлотар је обојицу наградио важним положајима моћи у Аустразији. Међутим, Арнулф се први овајдио. Њему је 614. године дато бискупство у Мецу, поверивши му управљање аустразијском престоницом и образовање Хлотаровог младог сина, будућег Дагоберта I. То је био положај на коме је остао до пензионисања 629. године након Хлотарове смрти, када је отишао у малу црквену заједницу у близини Хабендума; он је касније сахрањен у манастиру Ремиремонт 645. године.